# 마스미 (배우)
마스미(일본어: 真寿美, 9월 24일 ~ )는 일본의 여배우이다. 가나가와현 후지사와시 출신이다.